# Bernathonomus punktata
Bernathonomus punktata là một loài bướm đêm thuộc phân họ Arctiinae, họ Erebidae.